# Græsk ild
Græsk ild (byzantinsk ild, løbeild eller flydende ild, Græsk Υγρό Πυρ, hygró pyr) var et krigsvåben, benyttet af det græske Byzantinske Rige fra det 7. århundrede. Kendskabet til dette våben gik tabt omkring det 14. århundrede. Våbnet sagdes at være opfundet omkring år 673 af en jødisk, syrisk flygtning ved navn Kallinikos (Callinicus) fra Heliopolis (Syrien). Nogle mener, at han skaffede sig sin viden fra kemikerne i Alexandria. Græsk ild kunne udsende en stråle af en brændende væske, og den var effektiv både på landjorden og til søs, men den blev dog mest brugt til søs. Man påstod, at nøglen til våbnets effektivitet lå i, at ilden brændte under alle forhold, selv under vand. Byzantinernes fjender kendte ilden som en "våd, mørk og klæbrig ild", fordi den hang fast ved det, som den ramte, og var umulig at slukke. Fjendtlige skibe frygtede at komme for tæt på byzantinernes flåde, for når de først var inden for skudhold, gav græsk ild byzantinerne er vigtig fordel.
Græsk ild var en vigtig grund til byzantinernes mange militære sejre og dermed også én af grundene til, at riget overlevede så længe. Våbnet var særlig nyttigt hen mod det byzantinske riges sidste tid, hvor der ikke var indbyggere nok til at forsvare dets landområder. Det blev brugt første gang, da man afviste den arabiske belejring af Konstantinopel i 674-677, og igen i 717-718. Byzantinerne brugte også det kraftige våben mod væringerne (vikingerne) i 941 og mod venezianerne under det 4. korstog. Det blev betragtet som et at de mest frygtede våben i middelalderen, og blot synet af en rørmunding var ofte nok til at nedkæmpe en fjende, hvad enten røret kunne udspy græsk ild eller ej. Men våbnet var besværligt at kontrollere, og det stak ofte ild til de byzantinske skibe.
Det er ikke kendt hvad ingredienserne var, da dette var en velbevaret hemmelighed, men græsk ild minder, ud fra beskrivelserne af den, meget om nutidens napalm.